# Eclesiasteri

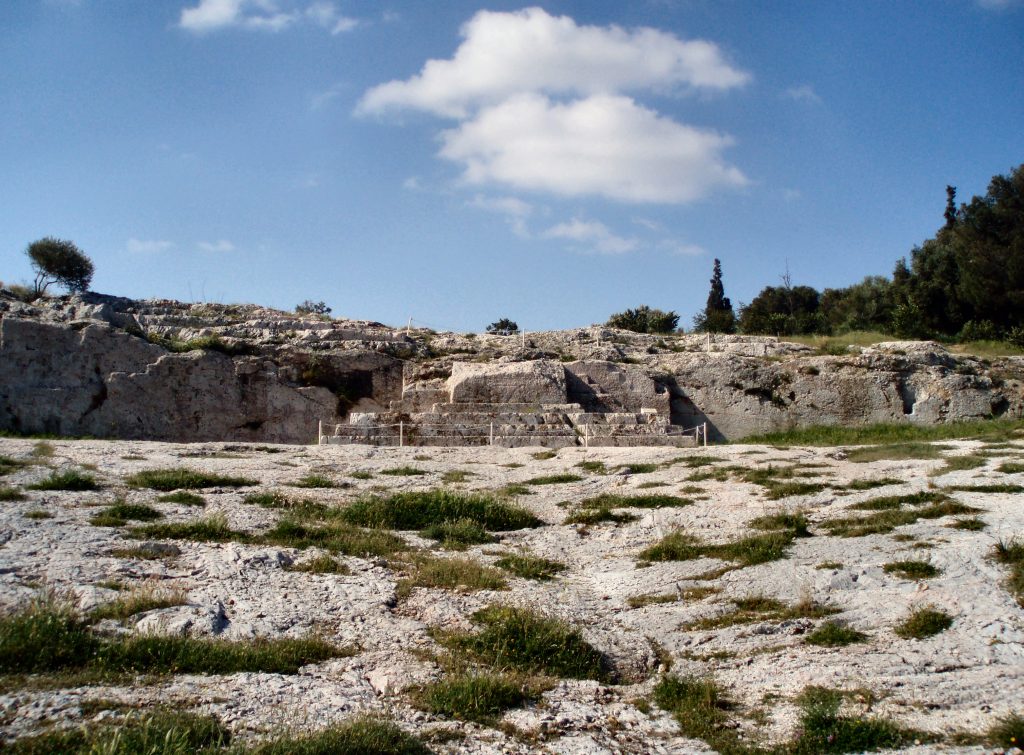
L'eclèsia d'Atenes es va reunir en un turó anomenat Pnix

A l'antiga Grècia, l'eclesiasteri (ἐκκλησιαστήριον ekklēsiastērion) era el lloc de reunió de l'assemblea popular (eclèsia) d'una polis.

## Descripció

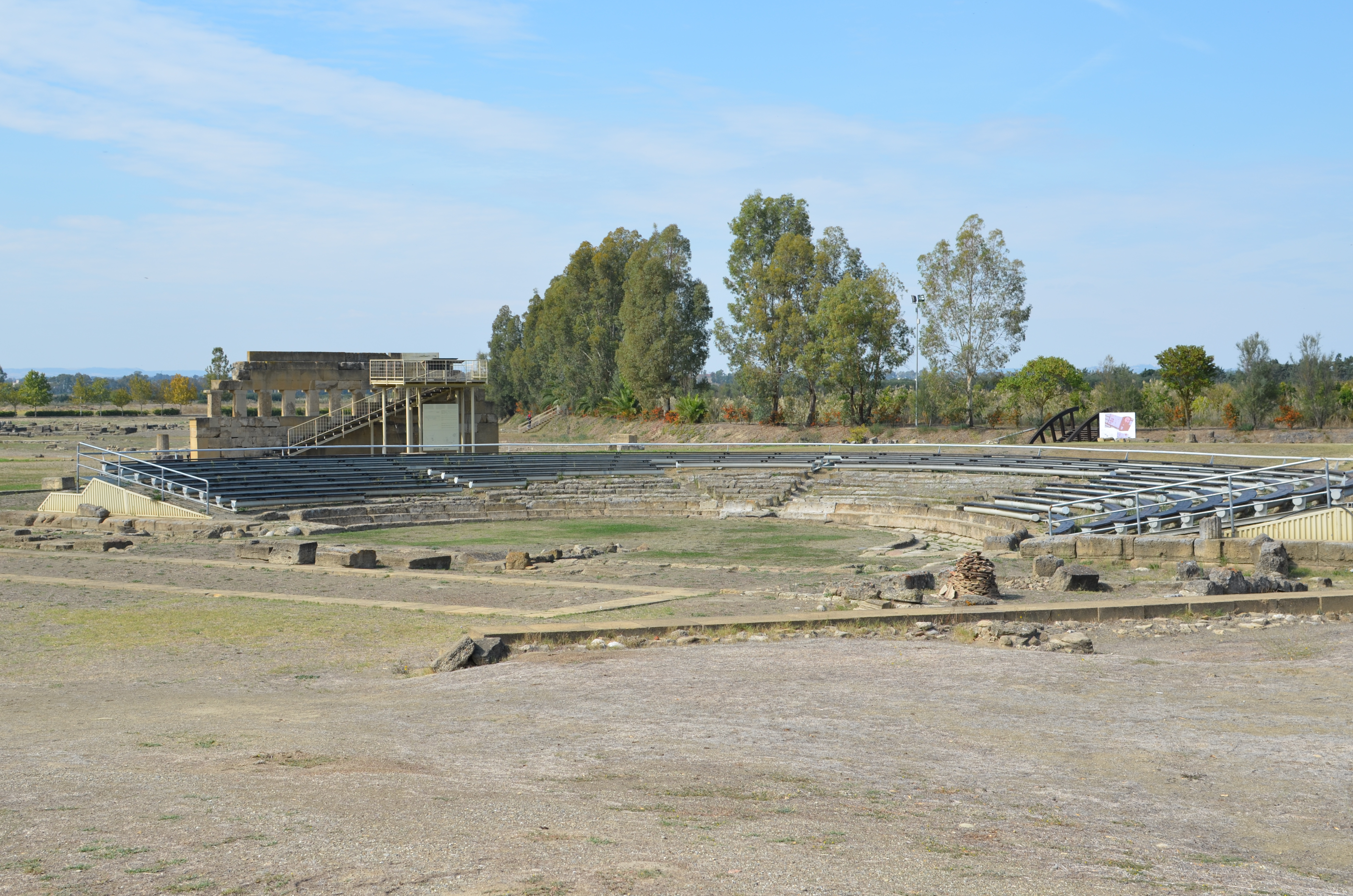
El teatre de Metapont es va construir sobre l'eclesiasteri

En unes poques ciutats l'eclesiasteri era un edifici separat, però en molts casos el teatre s'utilitzava tant per a les representacions com per a les reunions de l'eclèsia. A Atenes les reunions periòdiques de l'assemblea es feien al turó Pnix i dues reunions anuals tenien lloc al Teatre de Dionís. Cap al 300 aC totes les reunions de l'eclèsia es van traslladar al teatre. Les reunions de l'assemblea podien atreure un gran públic: 6.000 ciutadans podrien haver assistit a Atenes durant el segle V aC.
A les polis que tenien un eclesiasteri separat, l'edifici podia adoptar diverses formes. Molts consistien en graons construïts al vessant d'un turó, semblants als teatres però molt més petits. Delos tenia un edifici cobert. A Metapont era una estructura circular sobre terreny pla amb graons elevats. En una passarel·la que creuava pel centre s'hi va col·locar un podi. Podia acollir entre 7.500 i 8.000 persones a principis del segle V aC, després de l'ampliació. Aquesta estructura circular era inusual per la seva ubicació a la Magna Grècia. També s'ha identificat com un eclesiasteri un edifici circular sense sostre amb grades de seients a Paestum, l'antiga Posidònia. No obstant això, és probable que es tracti d'un buleuteri, perquè només podia acollir entre 500 i 600 persones en una ciutat relativament gran.